# Criminalità in Messico
La criminalità in Messico è uno dei problemi sociali più preoccupanti della storia recente messicana e, in generale, dell'intero continente americano. La recrudescenza della violenza dei cartelli della droga sfociata in una sanguinosa narcoguerra ha portato a una situazione di destabilizzazione democratica e parziale collasso delle attività delle forze dell'ordine, in concomitanza a un aumento esponenziale dei crimini violenti.
I narcotrafficanti messicani giocano un ruolo importante nel traffico di stupefacenti a livello internazionale, secondi solo ai cartelli colombiani, occupandosi della distribuzione di cocaina, eroina e marijuana tra l'America Latina e gli Stati Uniti.
Nonostante tradizionalmente il Messico abbia sempre avuto elevati tassi di criminalità, soprattutto in prossimità dei grandi centri metropolitani, le attività del crimine organizzato hanno subito un'evoluzione che ha portato a una corruzione dilagante nelle classi dirigenti e a un malcontento popolare negli strati sociali mediobassi della società. Le città maggiormente plagiate dai crimini violenti sono: Ciudad Juárez, Città del Messico, Tijuana, Monterrey, Acapulco, Nuevo Laredo, Chihuahua . In generale, il tasso di violenza è molto alto negli Stati settentrionali e in quelli del Pacifico, in particolare Chihuahua, Sinaloa, Guerrero, Michoacán, Durango, Nuevo León e Tamaulipas.
L'alta incidenza di criminalità in Messico ha inoltre spinto milioni di persone a cercare rifugio nei vicini Stati Uniti, fruttando ulteriore denaro alle bande criminali messicane per l'entrata clandestina nel Paese. Ciò ha portato all'innalzamento di una barriera di confine tra i due Stati.

## Criminalità organizzata
Secondo alcune ricostruzioni, se ne può dividere la storia in due periodi principali:
- Inizialmente le varie organizzazioni aderenti facevano da corrieri dei narcos colombiani e dovevano portare la droga all'interno degli Stati Uniti eludendo i controlli di frontiera
- Dopo i primi colpi subiti dai narcos, i messicani si sono messi in proprio e oggi controllano il 70% del traffico della cocaina e il 50% di quella della marijuana che entrano negli USA.

Sarebbero attivi anche nel traffico delle metanfetamine, nel quale avrebbero strappato il "primato" alle bande di motociclisti americani.
Le varie organizzazioni però sono profondamente divise e spesso scoppiano tra di esse sanguinose guerre che decimano entrambi i gruppi in lotta. Sono quattro i gruppi più potenti:
- Il Cartello di Tijuana
- Il cartello di Sonora
- Il Cartello di Juárez
- Il Cartello del Golfo

A cui si aggiungono:
- Il Cartello di Sinaloa
- Il Cartello di Guadalajara
- Los Zetas
- Cartello di Beltrán Leyva
- La Familia Michoacana